# Hugo Wilhelm Traugott Erdmann
Hugo Wilhelm Traugott Erdmann (8 de maig de 1862, Preußisch Holland, Alemanya - 25 de juny de 1910, Müritzsee, Alemanya) fou un químic alemany que descobrí, juntament amb el seu director de doctorat Jacob Volhard, la ciclació de Volhard-Erdmann. En 1898, encunyà el terme "gasos nobles" (el nom original era Edelgas, en alemany) per referir-se als gasos que formen el grup 18 del sistema periòdic dels elements i que difícilment formen composts.